# Joop Haex

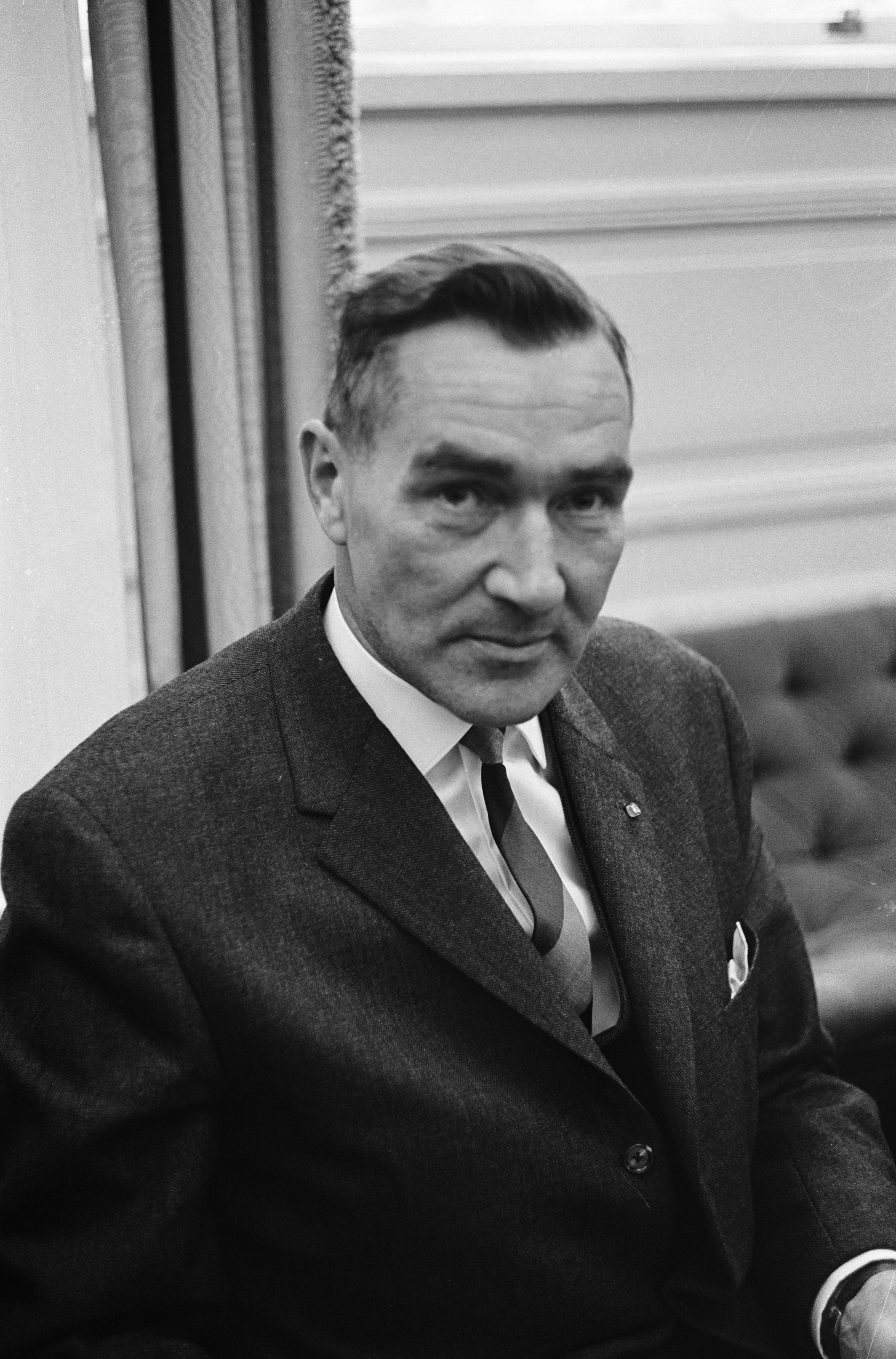
Joop Haex (1963)

Joseph „Joop“ Constant Eugène Haex (* 24. November 1911 in Maastricht, Provinz Limburg; † 14. April 2002 in Wassenaar, Provinz Zuid-Holland) war ein niederländischer Generalleutnant der Landstreitkräfte (Koninklijke Landmacht) und Politiker der Parteien Christelijk-Historische Unie (CHU), Democratisch Socialisten ’70 sowie zuletzt erneut der CHU, der unter anderem Staatssekretär im Verteidigungsministerium war.

## Leben

### Offizier der Koninklijke Landmacht
Haex begann nach dem Besuch der Hogereburgerschool 1931 ein Studium der Mathematik an einer Universität in den USA, gab dieses Studium jedoch bereits 1932 auf und absolvierte daraufhin bis 1935 eine Ausbildung zum Offizier an der Koninklijke Militaire Academie in Breda. Nach Beendigung der Offiziersausbildung wurde er am 5. August 1935 zum Leutnant sowie 1939 zum Oberleutnant befördert. Er diente in Einheiten der Artillerie und nahm als solcher am Zweiten Weltkrieg teil. Haex war von 1942 bis 1945 in deutscher Kriegsgefangenschaft.
Nach seiner Befreiung durch die Rote Armee wurde er im Oktober 1945 zum Hauptquartier des Generalstabes abgeordnet und war danach von 1946 bis 1947 Absolvent der Höheren Kriegsschule (Hogere Krijgsschool) in Den Haag. Im Anschluss einer darauf folgenden Verwendung als Stabschef einer Brigade in Niederländisch-Indien war Haex zwischen 1948 und dem 1. April 1951 Offizier im Hauptquartier des Generalstabes. Zum Hauptmann und bereits 1952 weiter zum Major befördert, war er zwischen dem 1. April 1951 und dem 1. November 1954 Vize-Militärattaché an der Botschaft in den USA.
Haex, der mit dem Kriegserinnerungskreuz Mai 1940 und dem Offizierskreuz für 25-jährige Dienste ausgezeichnet wurde, erhielt im Dezember 1952 das Offizierskreuz des Orden von Oranien-Nassau.
Nach seiner Rückkehr in die Niederlande fand Haex vom 1. November 1954 bis 1956 Verwendung als Kommandant der Schule für Reserveoffiziere der Artillerie SROA (School Reserve-Officieren der Artillerie) und wurde als solcher im Oktober 1955 zum Oberstleutnant befördert. Im Anschluss fungierte er von 1956 bis 1957 als Chef der Operations-Abteilung der 5. Division sowie danach bis 1960 als Leiter der Abteilung für Organisation und Personal beim Befehlshaber der Territorialtruppen NTB (Nederlandse Territoriaal Bevelhebber).
Haex, der am 1. November 1959 zum Oberst befördert wurde, war 1960 Chef des Büros für Information, Bildung und Psychologische Kriegsführung im Hauptquartier des Generalstabes und danach vom 16. September 1960 bis 1962 Berater für Öffentlichkeitsarbeit der politischen Führung im Verteidigungsministerium (Ministerie van Defensie), ehe er bis August 1963 als Stabschef des Ersten Korps fungierte.

### Staatssekretär im Verteidigungsministerium
Haex, der 1963 Mitglied der Christelijk-Historische Unie (CHU) wurde, wurde am 14. August 1963 von Ministerpräsident Victor Marijnen zum Staatssekretär für Angelegenheiten der Koninklijke Landmacht im Verteidigungsministerium in dessen Regierung berufen und bekleidete dieses Amt bis zum Ende von Marijnens Amtszeit am 14. April 1965. Im Anschluss war er vom 16. November 1965 bis 1967 Direktor des Staatsbetriebes für Artilleriematerial in Zaandam. 1965 wurde er darüber hinaus mit dem Ritterkreuz des Orden vom Niederländischen Löwen ausgezeichnet.
Am 18. April 1967 wurde Haex vom neuen Ministerpräsidenten Piet de Jong wiederum zum Staatssekretär für Heeresangelegenheiten im Verteidigungsministerium ernannt und übte dieses Amt im Kabinett De Jong bis zum 6. Juli 1971 aus. Am 17. Juli 1971 wurde er zudem Kommandeur des Orden von Oranien-Nassau. Im November 1971 wurde er in den Ruhestand verabschiedet und erhielt den Titularrang eines Generalleutnants.
Nachdem er 1971 die CHU verlassen hatte, wurde er Mitglied der Democratisch Socialisten '70, trat aber 1975 wieder der CHU bei.